# Glavu dole ruke na leđa
Glavu dole ruke na leđa je hrvatski dokumentarno-igrani film o vukovarskim hrvatskim braniteljima koji su zarobljeni i završili u srpskim koncentracijskim logorima. Prikazuje svjedočanstva o tragediji koja ih je snašla, kao i mučenjima koja su se odvijala svakodnevno. Film će biti premijerno prikazan u zagrebačkom kinu Europa 20. studenoga 2018. godine s početkom u 19 sati.

## Vanjske poveznice
- Najava filma